# Семирівка
Семирі́вка — село в Україні, у Яворівській міській територіальній громаді Яворівського району Львівської області. Населення становить 429 осіб (2001).

## Назва
За роки радянської влади село в документах називали «Семірівка». 1989 р. селу надали сучасну назву.

## Відомі люди
- Прихід Юрій Степанович (1993—2014) — старший солдат Збройних сил України, учасник російсько-української війни.

## Церква
У селі є храм апостола євангеліста Іоана Богослова ПЦУ.